# Рацлавицька панорама

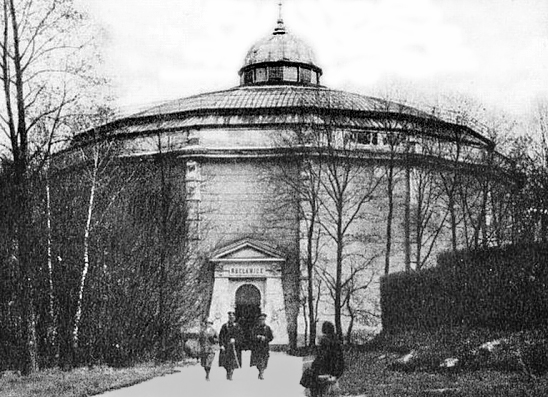
Павільйон панорами Рацлавицької битви.
Львів. Після 1894

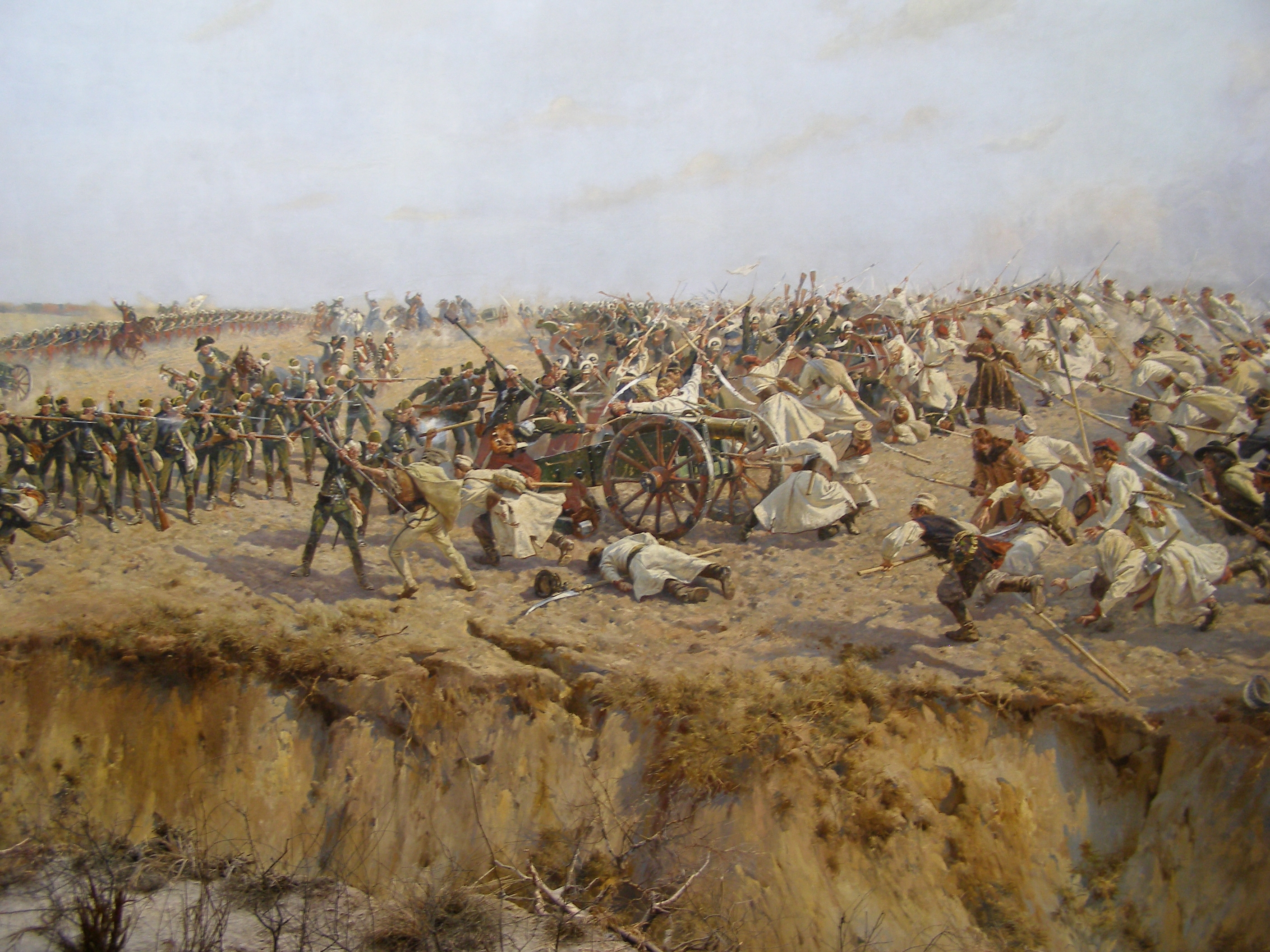
Фрагмент панорами. Захоплення гармат

Рацлавицька панорама (пол. Panorama Racławicka) — панорама, що зображує битву під Рацлавицями від 5 червня 1794 періоду повстання Костюшка. Одна з найбільших панорам і одна з небагатьох, що була збережена і не порізана на фрагменти заради повернення коштів.

## Історія
Намальована художниками Яном Стикою і Войцехом Коссаком. Ідея створення панорами належала художникові Янові Стиці, який намалював близько 30 % полотна, решту виконав Войцех Коссак. Розміри панорами становлять 150×15 м. Для панорами привезли з Бельгії десять рулонів вітрильного полотна розміром 10×15 м. Їх зшили разом на спеціальному металевому каркасі, виготовленому фірмою Gridl з Відня. На ґрунтування полотна використали 750 кг фарби.
Підготовча робота над панорамою тривала у 1892 і 1893 роках, її офіційно замовила міська рада Львова. Панораму завершили 1894 року за допомоги Тадеуша Попеля, Людвика Боллера, Теодора Аксентовича, Зигмунта Розвадовського, Володимира Тетмаєра, Михайла Сошанського, Вінцента Водзиновського. Була презентована на Зага́льній крайовій ви́ставці у Льво́ві у спеціально збудованому павільйоні з внутрішнім діаметром 38 м за проектом архітектора Людвіка Балдвін-Рамулта. Її оглянув 8 вересня 1894 імператор Франц Йосиф I. Демонструвалась у Будапешті 1896.
Була вивезена до ПНР у 1946 році. З 14 червня 1985 року експонується у спеціально збудованому приміщенні на території філії Національного музею Польщі у Вроцлаві.

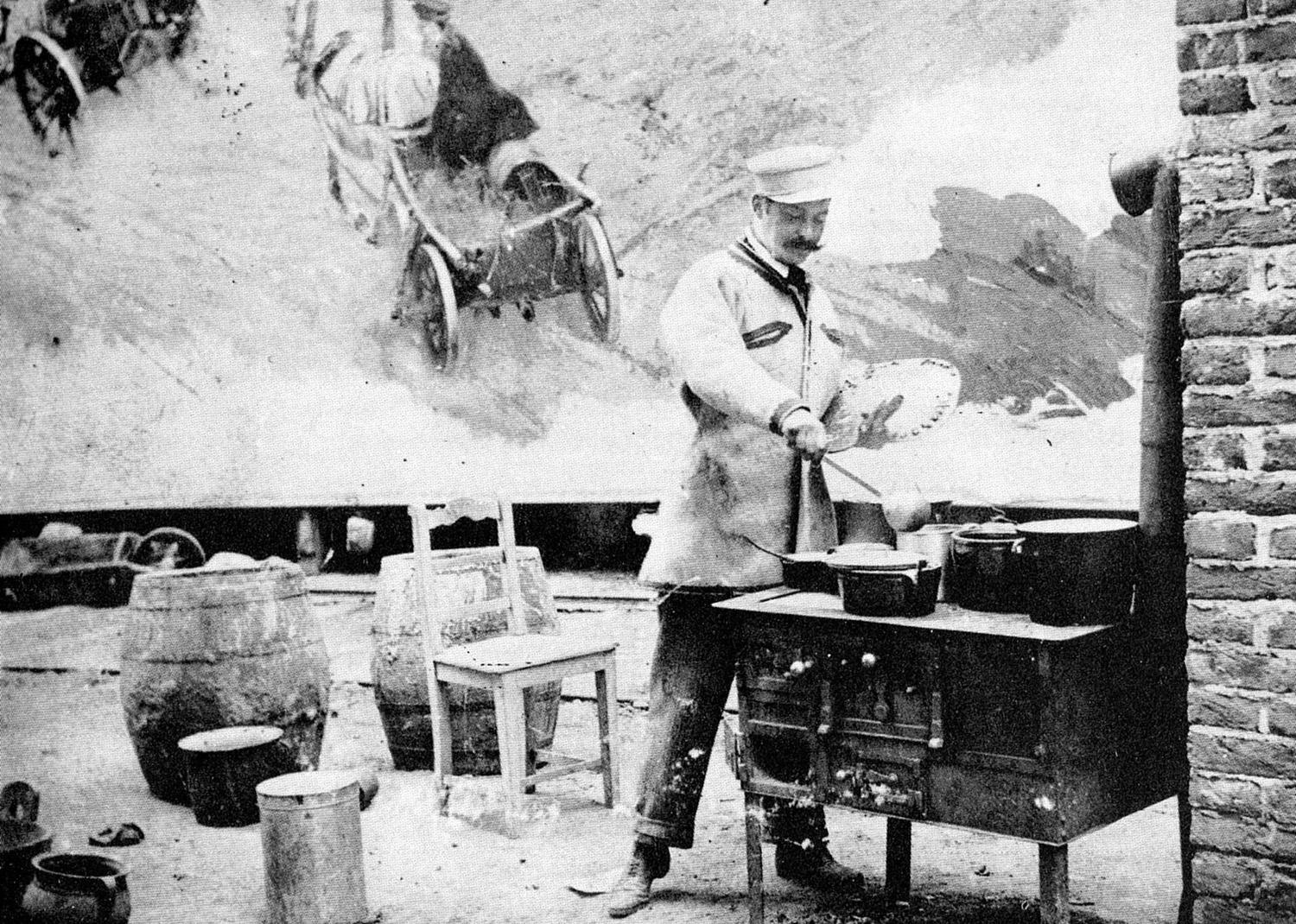
Войцех Коссак малює Рацлавицьку панораму